# Rachid Boudjedra
Rachid Boudjedra, arabsky رشيد بوجدرة‎, DMG Rašīd Būǧidra (* 5. září 1941 v Al-Ajn al-Bajda, fr. Aïn Beïda, Alžírsko) je alžírský spisovatel a básník píšící francouzsky a arabsky.

## Biografie
Narodil se v měšťanské rodině v Aïn Beïda, kde strávil své mládí. Studovat začal v Constantine a pokračoval v Tunisu. V roce 1959 se podílel na boji proti francouzské přítomnosti v Alžírsku. Po zranění cestoval po východní Evropě a byl ve Španělsku, kde byl zástupcem alžírské Fronty národního osvobození.
V roce 1962 se po získání nezávislosti vrátil do Alžírska. Začal studovat filozofii v Alžíru a Paříži. Studia dokončil na Sorbonně v roce 1965 a doktorát získal za svou dizertační práci na téma Louis-Ferdinand Céline.
Měl v plánu učit ve městě Blida, ale když se v roce 1965 dostal k moci Houari Boumédiène, odešel z Alžírska. Několik let se nemohl vrátit, protože byl nad ním vynesen trest smrti podle fatvy. Žil nejprve ve Francii, kde v letech 1969–1972 vyučoval filozofii na lyceu v Coulommiers, a poté odešel do Maroka, kde vyučoval v Rabatu až do roku 1975.
V roce 1977 se stal poradcem ministra informací a kultury. Podílel se na kulturní rubrice týdeníku Révolution africaine.

## Dílo
Bibliografie
- Pour ne plus rêver, básně, 1965
- La Répudiation, 1969
- La Vie quotidienne en Algérie, 1971
- Naissance du cinéma algérien, 1971
- L'Insolation, 1972
- Journal Palestinien, 1972
- L'Escargot entêté, 1977
- Topographie idéale pour une agression caractérisée, 1975 (česky Ideální topografie pro vyloženou agresi, 1982)
- Les 1001 Années de la nostalgie, 1979
- Le Vainqueur de coupe, 1981
- Extinction de voix, poèmes, 1981
- Le Démantèlement, 1982
- La Macération, 1984
- Greffe, básně, 1984
- La Pluie, 1987
- La Prise de Gibraltar, 1987
- Le Désordre des choses, 1991
- Fis de la haine, 1992
- Philippe Djian, 1992
- Barbès-Palace, 1993
- Timimoun, 1994
- Mines de rien, divadelní hra, 1995
- Lettres algériennes, 1995
- La Vie à l'endroit, 1997
- Fascination, 2000
- Le Directeur des promenades, 2002
- Cinq Fragments du désert, 2001
- Les Funérailles, 2003
- Peindre l’Orient, 1996
- Hôtel Saint Georges, 2007
- Les figuiers de barbarie, 2010

Filmografie
Rachid Boudjedra je autorem scénářů k asi desítce filmů. V roce 1980 film Ali au pays des mirages režiséra Ahmeda Rachediho získal zlatou cenu na filmovém festivalu v Kartágu.